# Devil's Fire
Série The Blues
La Route de Memphis
(2003) Godfathers and Sons
(2003)
Pour plus de détails, voir Fiche technique et Distribution.
Devil's Fire (Warming by the Devil's Fire) est un film documentaire américain réalisé par Charles Burnett, diffusé en 2003 sur la chaine américaine PBS.
C'est le quatrième épisode de la série The Blues (The Blues, A Musical Journey), produite par Martin Scorsese.

## Synopsis
Ce volet de la série est une fiction. Il présente les conflits entre générations, dans les années 1950. Les anciens opposent la spiritualité de gospel au blues "diabolique".
Dans cette histoire sont intercalées des images d'archives.

## Fiche technique
- Titre : Devil's fire
- Titre original : Warming by the Devil's Fire
- Réalisation : Charles Burnett
- Production : Alex Gibney et Martin Scorsese
- Société de production : Martin Scorsese Presents
- Photographie : Daphne McWilliams
- Pays d'origine :  États-Unis
- Format : Couleurs
- Genre : documentaire musical
- Durée : 106 minutes
- Date de sortie :

États-Unis : 1er octobre 2003 (1re diffusion sur PBS)

## Distribution
- Tommy Redmond Hicks : oncle Buddy
- Nathaniel Lee Jr. : l'enfant

Interprètes
- Big Bill Broonzy
- Elizabeth Cotten
- Reverend Gary Davis
- Ida Cox
- Willie Dixon
- Lightnin' Hopkins
- Son House
- Mississippi John Hurt
- Vasti Jackson
- Bessie Smith
- Mamie Smith
- Victoria Spivey
- Sœur Rosetta Tharpe
- Dinah Washington
- Muddy Waters
- Sonny Boy Williamson